# Чампхон

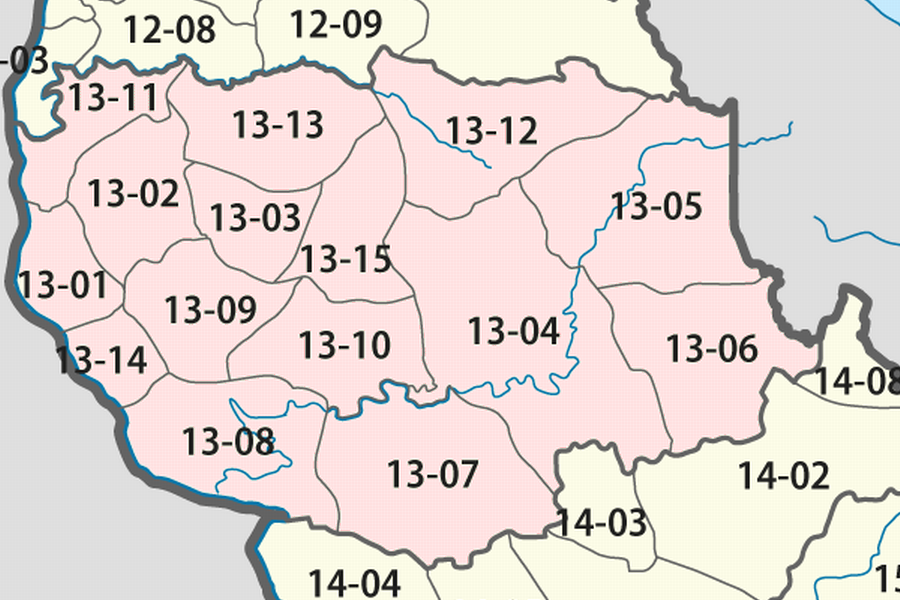
Число 13-09

Чампхон — один з районів (лаос. ເມືອງ муанг) провінції Саваннакхет, Лаос.